# Liste des monuments de Ouarzazate
Ceci est une liste des monuments classés par le ministère de culture marocain aux alentours de Ouarzazate.
| Identifiant monument         | Site       | Monument                       | Adresse | Date de classement | Décret | Coordonnées                        | Illustration               |                       |
| ---------------------------- | ---------- | ------------------------------ | ------- | ------------------ | ------ | ---------------------------------- | -------------------------- | --------------------- |
| pc_architecture/sanae:200033 | Ouarzazate | Ksar Taourirt                  |         |                    |        | 30° 55′ 12″ nord, 6° 53′ 58″ ouest | Ksar Taourirt              | Télécharger une image |
| pc_architecture/sanae:220157 | Ouarzazate | Ksar Imassine (d)              |         |                    |        | 31° 07′ 26″ nord, 6° 20′ 57″ ouest | Image manquante Téléverser | Télécharger une image |
| pc_architecture/sanae:220050 | Ouarzazate | Ksar Timadriouine (d)          |         |                    |        | 31° 24′ 39″ nord, 5° 42′ 34″ ouest | Image manquante Téléverser | Télécharger une image |
| pc_architecture/sanae:220058 | Ouarzazate | Ksar El-Qasba Oulad Aameur (d) |         |                    |        | 30° 56′ 09″ nord, 6° 56′ 19″ ouest | Image manquante Téléverser | Télécharger une image |
| pc_architecture/sanae:010034 | Ouarzazate | Agadir Elkhezine (d)           |         |                    |        | 31° 16′ 22″ nord, 6° 35′ 18″ ouest | Image manquante Téléverser | Télécharger une image |
| pc_architecture/sanae:200020 | Ouarzazate | Lahsoune Kasba du Glaoui (d)   |         |                    |        | à géolocaliser                     | Image manquante Téléverser | Télécharger une image |
| pc_architecture/sanae:200055 | Ouarzazate | Amallal Igherm (d)             |         |                    |        | à géolocaliser                     | Image manquante Téléverser | Télécharger une image |
| pc_architecture/sanae:200182 | Ouarzazate | Kasbah Amajgag (d)             |         |                    |        | à géolocaliser                     | Image manquante Téléverser | Télécharger une image |
| pc_architecture/sanae:200267 | Ouarzazate | Galmous - Bin Chab (d)         |         |                    |        | à géolocaliser                     | Image manquante Téléverser | Télécharger une image |
| pc_architecture/sanae:200216 | Ouarzazate | Diab Palace (d)                |         |                    |        | à géolocaliser                     | Image manquante Téléverser | Télécharger une image |